# Bolesław Polak
Bolesław Antoni Polak (ur. 12 lutego 1932 w Wilkowicach, zm. 25 października 2021 w Warszawie) – polski dyplomata, ambasador PRL w Peru i Boliwii.

## Życiorys
W 1956 ukończył studia w Szkole Głównej Służby Zagranicznej, podejmując pracę w Ministerstwie Spraw Zagranicznych. Następnie kontynuował studia w Wyższej Szkole Nauk Społecznych przy KC PZPR (1973–1974). Pracował jako lektor KC PZPR (1979–1982). W 1982 został mianowany ambasadorem w Peru, rok później akredytowany także w Boliwii.
Opublikował artykuł „Polacy w Wenezueli” oraz „Organizacje polonijne w Peru” w: „Almanach Polonii 1992 r.”. W 50 rocznicę wybuchu II Wojny Światowej opublikował wspomnienia pt. „Wrześniowy exodus – wojna w oczach dziecka”. „Polska zbrojna 6–8. 09. 1991 r."
Odznaczony złotym i srebrnym Krzyżem Zasługi, brązowym medalem „Za zasługi dla obronności kraju” oraz orderem Słońca Peru.
Według materiałów zgromadzonych w archiwum Instytutu Pamięci Narodowej był w latach 1982–1984 zarejestrowany jako tajny współpracownik organów bezpieczeństwa PRL o pseudonimie „Swój”.
Syn Antoniego i Anny. Żona Zofia (1927–2021) – polonistka, malarka, twórczyni gobelinu artystycznego, wystawy w kraju i zagranicą (USA, Peru).
Pochowany na Cmentarzu Komunalnym Północnym w Warszawie.

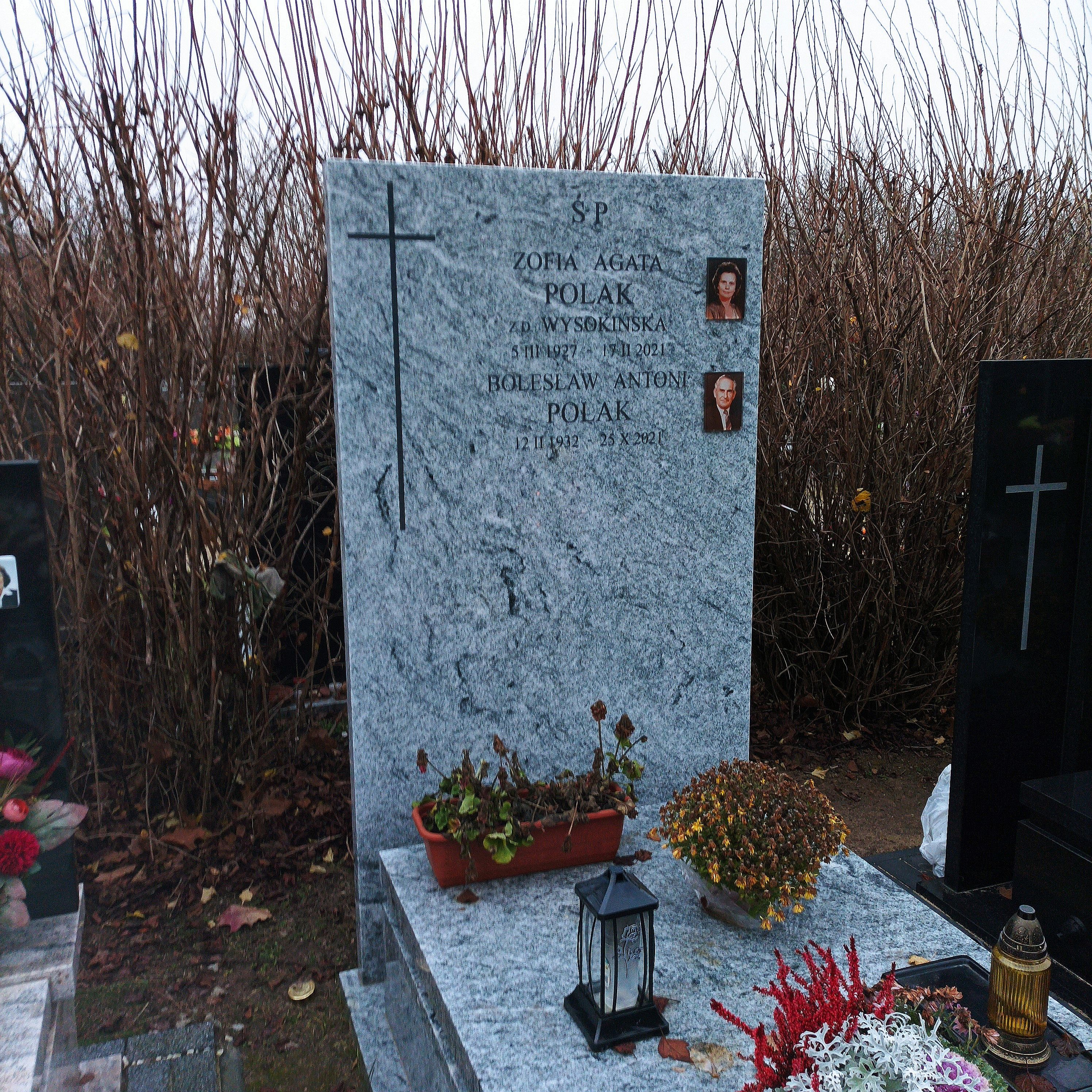
Grób Bolesława Polaka na Cmentarzu Komunalnym Północnym w Warszawie